# 米基季
49°58′59″N 25°19′59″E / 49.98306°N 25.33306°E
米基季（烏克蘭語：Микити），是烏克蘭西部的村莊，隸屬利維夫州的佐洛奇夫區。該村面積1.17平方公里，海拔高度359米，人口300，人口密度每平方公里339.06人。